# Otter Tail County
Das Otter Tail County ist ein County im US-amerikanischen Bundesstaat Minnesota. Im Jahr 2020 hatte das County 60.081 Einwohner und eine Bevölkerungsdichte von 11,7 Einwohnern pro Quadratkilometer. Der Verwaltungssitz (County Seat) ist Fergus Falls.

## Geografie

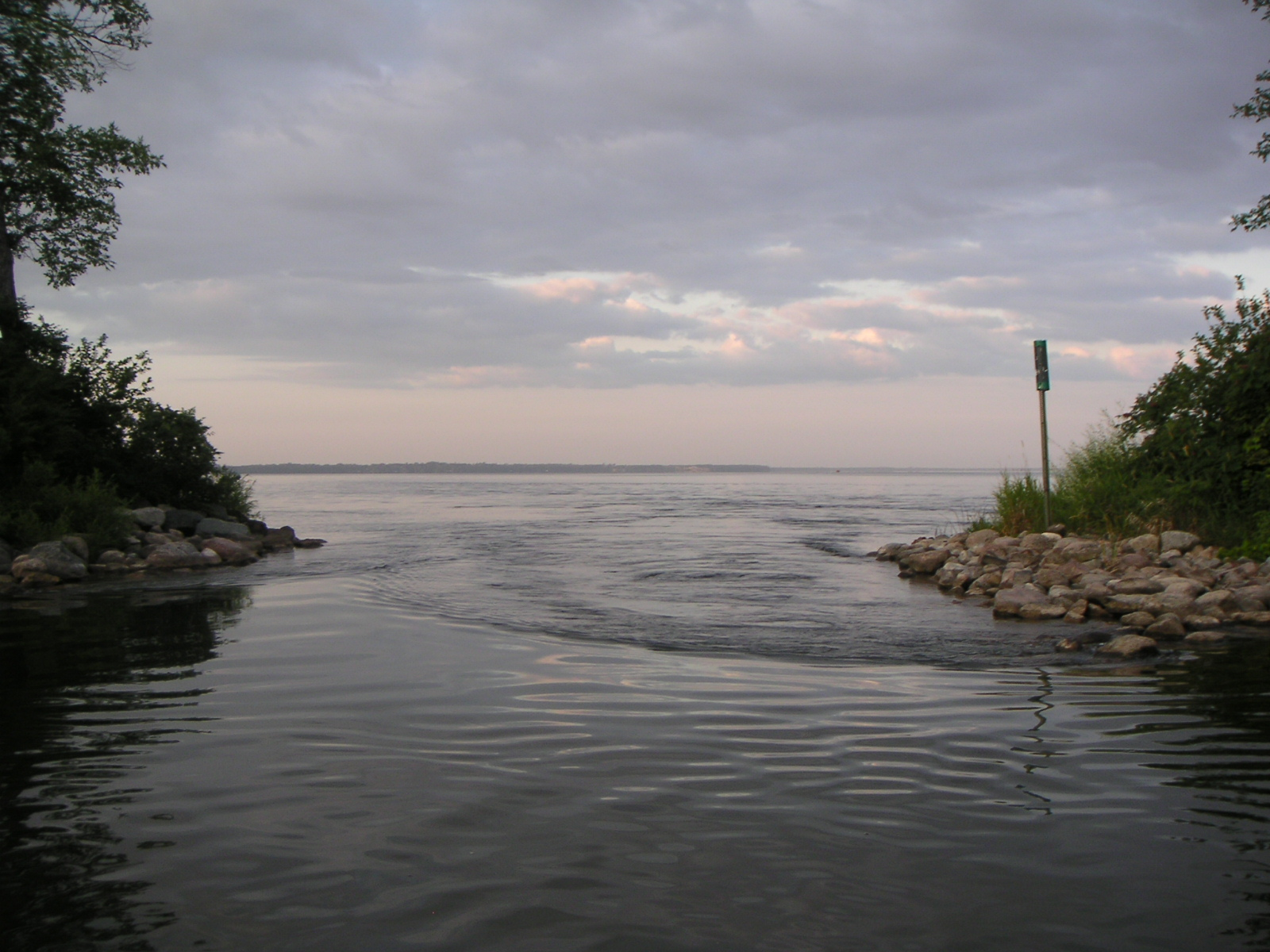
Zufluss des Otter Tail River in den Otter Tail Lake

Das County liegt nordwestlich des geografischen Zentrums von Minnesota und wird vom Otter Tail River durchflossen, neben dem Bois de Sioux River einem der beiden Quellflüsse des Red River of the North. Der größte See des Countys ist der vom Otter Tail River durchflossene Otter Tail Lake.
Das County hat eine Fläche von 5762 Quadratkilometern, wovon 635 Quadratkilometer Wasserfläche sind. An das Otter Tail County grenzen folgende Nachbarcountys:
| Clay County   | Becker County  | Wadena County |
| Wilkin County |                |               |
| Grant County  | Douglas County | Todd County   |

## Geschichte
Das älteste erhaltene Zeugnis menschlicher Besiedlung sind die etwa 13.000 Jahre alten Reste des so genannten Minnesota Girl, die in Pelican Rapids gefunden wurden. Vor der Besiedlung durch Weiße lebten hier Indianer der Dakota sowie der mit diesen verfeindeten Anishinabe.
Die ersten weißen, die in das Gebiet des heutigen County kamen, waren französische und britische Pelzhändler. Am Leaf Lake und am Otter Tail Lake wurden Handelsposten errichtet. Holzindustrie und Landwirtschaft entwickelten sich zu den größten Wirtschaftszweigen der Region im 19. Jahrhundert. Umfangreiche Laub- und Nadelwälder, die verkehrsgünstige Lage und die Märkte machten Fergus Falls zu einem Zentrum der Holzindustrie.
Das Otter Tail County wurde am 18. März 1858 aus Teilen des Cass County und dem nicht mehr existenten Pembina County gebildet. Benannt wurde es nach dem Otter Tail Lake und Otter Tail River. 1868 wurde die Verwaltung des Countys organisiert; erster Verwaltungssitz wurde Ottertail.
Im Jahr 1870 hatte das County rund 2000 Einwohner. Die damals neben Englisch meist gesprochenen Sprachen waren Norwegisch, Schwedisch und Deutsch.
24 Bauwerke und Stätten des Countys sind im National Register of Historic Places eingetragen (Stand 31. Januar 2018).

## Demografische Daten

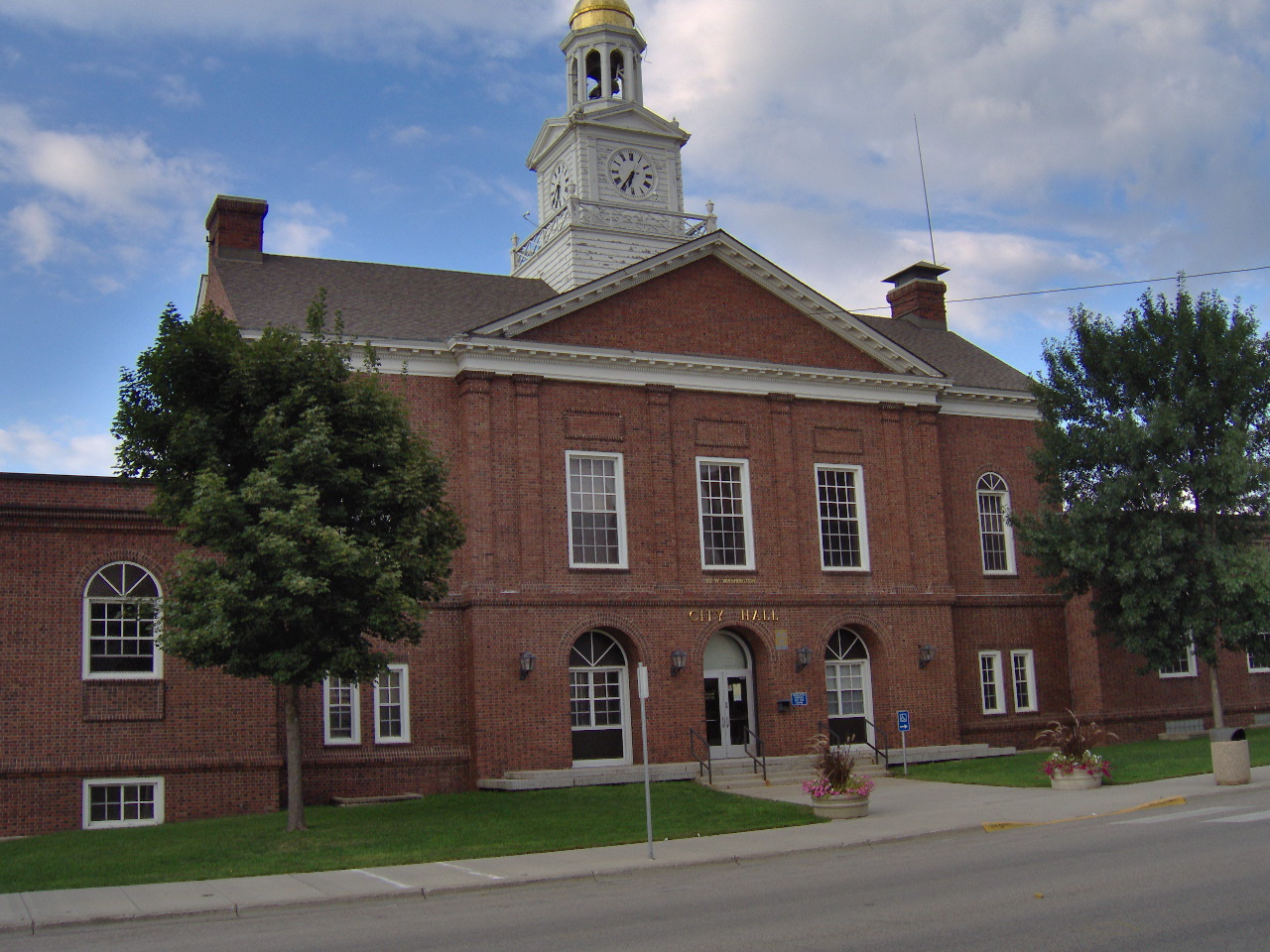
Fergus Falls City Hall, seit 1984 im NRHP gelistet

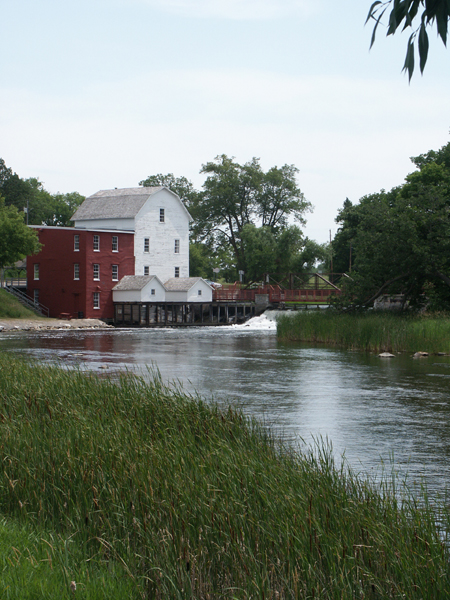
Phelps Mill in Underwood, seit 1975 im NRHP gelistet

Nach der Volkszählung im Jahr 2010 lebten im Otter Tail County 57.303 Menschen in 24.560 Haushalten. Die Bevölkerungsdichte betrug 11,2 Einwohner pro Quadratkilometer. In den 24.560 Haushalten lebten statistisch je 2,28 Personen.
Ethnisch betrachtet setzte sich die Bevölkerung zusammen aus 96,8 Prozent Weißen, 0,9 Prozent Afroamerikanern, 0,6 Prozent amerikanischen Ureinwohnern, 0,5 Prozent Asiaten, 0,1 Prozent Polynesiern sowie aus anderen ethnischen Gruppen; 1,1 Prozent stammten von zwei oder mehr Ethnien ab. Unabhängig von der ethnischen Zugehörigkeit waren 2,7 Prozent der Bevölkerung spanischer oder lateinamerikanischer Abstammung.
21,4 Prozent der Bevölkerung waren unter 18 Jahre alt, 57,2 Prozent waren zwischen 18 und 64 und 21,4 Prozent waren 65 Jahre oder älter. 49,8 Prozent der Bevölkerung war weiblich.
Das jährliche Durchschnittseinkommen eines Haushalts lag bei 45.494 USD. Das Pro-Kopf-Einkommen betrug 24.740 USD. 12,9 Prozent der Einwohner lebten unterhalb der Armutsgrenze.

## Ortschaften im Otter Tail County
Citys
| - Battle Lake - Bluffton - Clitherall - Dalton - Deer Creek - Dent | - Elizabeth - Erhard - Fergus Falls - Henning - New York Mills - Ottertail | - Parkers Prairie - Pelican Rapids - Perham - Richville - Rothsay1 - Underwood | - Urbank - Vergas - Vining - Wadena2 |

Unincorporated Communities
- Almora
- Basswood
- Dunvilla
- Parkton

1 – teilweise im Wilkin County

2 – teilweise im Wadena County

## Gliederung
Das Otter Tail County ist neben den 22 Citys in 62 Townships eingeteilt:
| Township              | Einwohner (2010) | FIPS     |
| --------------------- | ---------------- | -------- |
| Aastad Township       | 213              | 27-00100 |
| Amor Township         | 495              | 27-01468 |
| Aurdal Township       | 1450             | 27-02836 |
| Blowers Township      | 321              | 27-06652 |
| Bluffton Township     | 479              | 27-06796 |
| Buse Township         | 491              | 27-08938 |
| Butler Township       | 283              | 27-08974 |
| Candor Township       | 561              | 27-09622 |
| Carlisle Township     | 156              | 27-09946 |
| Clitherall Township   | 455              | 27-12106 |
| Compton Township      | 801              | 27-12844 |
| Corliss Township      | 493              | 27-13240 |
| Dane Prairie Township | 887              | 27-14644 |
| Dead Lake Township    | 494              | 27-15076 |
| Deer Creek Township   | 344              | 27-15202 |
| Dora Township         | 725              | 27-16120 |
| Dunn Township         | 905              | 27-17162 |
| Eagle Lake Township   | 378              | 27-17396 |
| Eastern Township      | 230              | 27-17576 |
| Edna Township         | 897              | 27-18224 |
| Effington Township    | 264              | 27-18278 |

| Township                 | Einwohner (2010) | FIPS     |
| ------------------------ | ---------------- | -------- |
| Elizabeth Township       | 819              | 27-18584 |
| Elmo Township            | 331              | 27-18980 |
| Erhards Grove Township   | 442              | 27-19574 |
| Everts Township          | 658              | 27-20024 |
| Fergus Falls Township    | 1006             | 27-20924 |
| Folden Township          | 299              | 27-21518 |
| Friberg Township         | 809              | 27-22796 |
| Girard Township          | 731              | 27-23840 |
| Gorman Township          | 465              | 27-24632 |
| Henning Township         | 377              | 27-28538 |
| Hobart Township          | 778              | 27-29420 |
| Homestead Township       | 362              | 27-30050 |
| Inman Township           | 290              | 27-31004 |
| Leaf Lake Township       | 560              | 27-35990 |
| Leaf Mountain Township   | 326              | 27-36008 |
| Lida Township            | 757              | 27-36980 |
| Maine Township           | 653              | 27-39500 |
| Maplewood Township       | 318              | 27-40364 |
| Newton Township          | 746              | 27-46006 |
| Nidaros Township         | 322              | 27-46240 |
| Norwegian Grove Township | 300              | 27-47482 |

| Township                 | Einwohner (2010) | FIPS     |
| ------------------------ | ---------------- | -------- |
| Oak Valley Township      | 355              | 27-48004 |
| Orwell Township          | 170              | 27-48742 |
| Oscar Township           | 207              | 27-48850 |
| Otter Tail Township      | 491              | 27-49228 |
| Otto Township            | 554              | 27-49264 |
| Paddock Township         | 346              | 27-49408 |
| Parkers Prairie Township | 348              | 27-49750 |
| Pelican Township         | 625              | 27-50110 |
| Perham Township          | 827              | 27-50488 |
| Pine Lake Township       | 639              | 27-51208 |
| Rush Lake Township       | 970              | 27-56320 |
| St. Olaf Township        | 352              | 27-57382 |
| Scambler Township        | 476              | 27-58864 |
| Star Lake Township       | 415              | 27-62554 |
| Sverdrup Township        | 621              | 27-63688 |
| Tordenskjold Township    | 551              | 27-65218 |
| Trondhjem Township       | 192              | 27-65524 |
| Tumuli Township          | 449              | 27-65686 |
| Western Township         | 129              | 27-69430 |
| Woodside Township        | 277              | 27-71644 |